# Флора и фауна Крита
Флора и фауна Крита — растительный и животный мир острова Крит.

## Флора

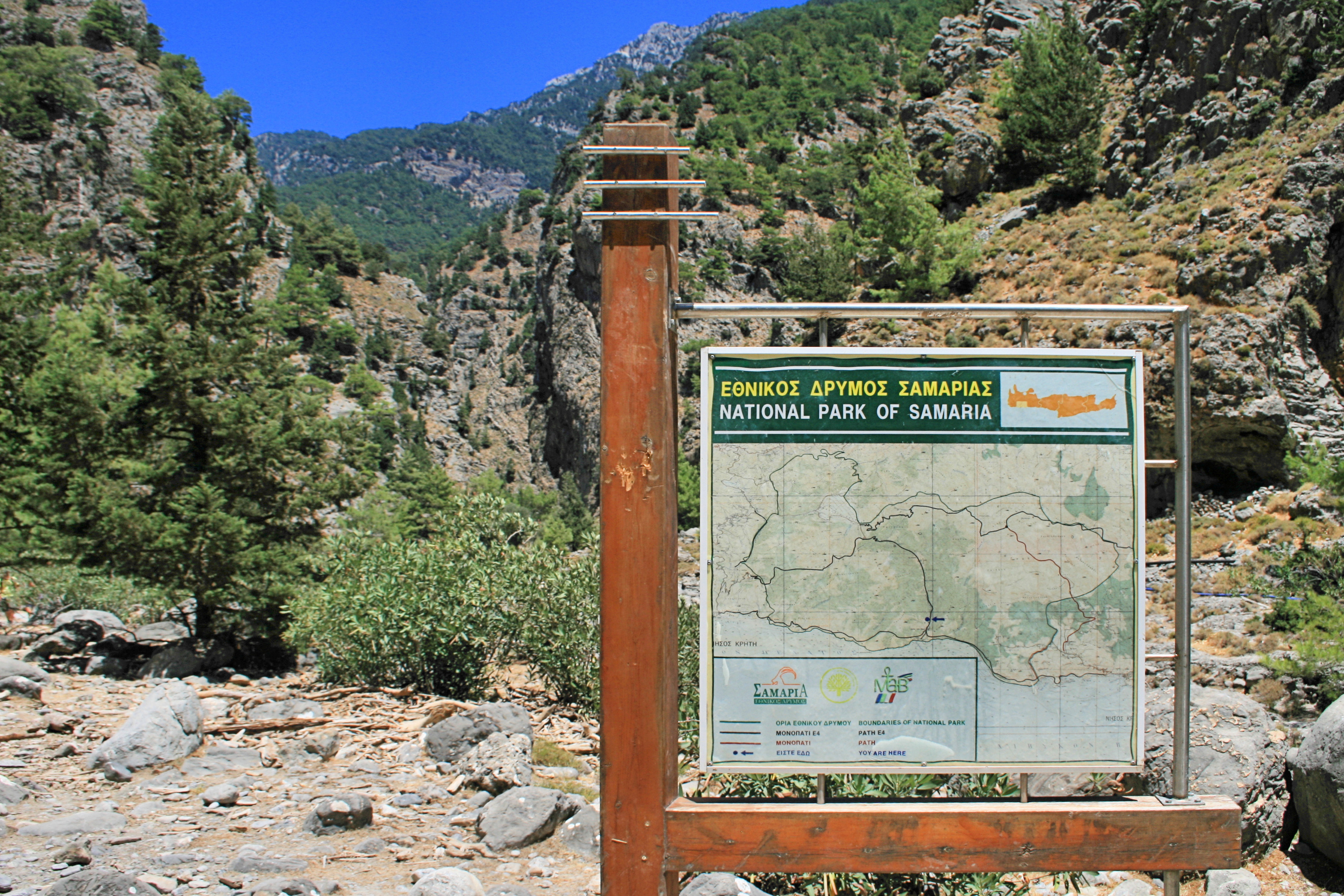
Национальный парк «Самария»

Флора острова Крит состоит из лесов, дикорастущих и культурных растений, характерных и для других районов Греции. По подсчётам специалистов, на острове насчитывается примерно 2000 видов растений, 160 из которых встречаются только на Крите. Это объясняется тем, что Крит — остров и его экосистема изолирована от материка морем со всех сторон.
Ещё в древности Крит был известен своими густыми кипарисовыми лесами. Известно, что кипарисовую древесину с Крита поставляли для строительства кораблей египетских фараонов. В наше время кипарисовые леса встречаются в провинции Айос-Николаос в области Ретимни. На островах Хриси и Гавдос распространённые кедровые рощи, а в местности Ваи (провинция Сития) — знаменитый пальмовый лес с уникальным видом финик Теофраста (Phoenix theophrastii). Ещё один пальмовый лес расположен в Превели.
В провинции Селина и Киссама области Ханья также лесные территории, где растут ели, каштаны и дубы, а в некоторых районах — платан восточный (Platanus orientalis), вид платана, который сохраняет листья в течение всего года. Огромный платан расположен в посёлке Тополия в западной части острова, которому предоставлен статус памятника природы. Другой знаменитый платан растёт в посёлке Красоте, недалеко от Ираклиона, и по охвату считается крупнейшим платаном в Европе. Другими характерными деревьями Крита является вид тамариксов Tamarix parviflora var. cretica и калабрийской сосна (Pinus brutia).
В горной местности, в лесах среди скал, растёт множество видов травянистых и кустарниковых растений: земляничное дерево (Arbatus unedo), дрок (Spartium junceum), ладанник критский (Cistus creticus), диктамос, чабрец, шалфей, розмарин. Среди других характерных растений Крита: полевой мак (Papaver rhoeas), Маргаритка, мастиковое дерево (Pistacia lentiscus), олеандр ( Nerium oleander), Авраамово дерево (Vitex agnus-castus), ромашка аптечная (Matricaria chamomilla), коровяк,  ирис Iris unguicularis, гладиолус Gladiolis italicus, гиацинт Muscari comosum, тюльпаны (Tulipa bakeri и Tulipa saxalitis), а также критские виды орхидей. Среди редких видов растений на острове встречаются эбен критский (Ebenus cretica), лён (Linum arboreum), алканна (Anchusa caespitosa), скабиозы (Scabiosa alborincta и Scabiosa minoana), колокольчики Campanula pelviformis, Staechelina arborea и Petromarcula arboreum. В горах растёт критский клён (Acer sempervirens), кустарники и полевые цветы, такие как жёлтая фиалка (Erysimum creticum), дикая фиалка (Viola cretica), шафран (Crocus oreocreticus), аронника (Arum idaeun) и многие другие. На побережье острова растёт морской нарцисс (Pancratium maritime), василёк (Centaurea pumilio), мальва Malva cretica, ромашка (Anthemis tomentell и Anthemis filicaulis), а также атрактилис камеденосный (Atractylis gummifera).

## Фауна

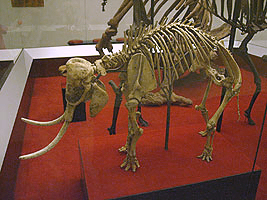
Скелет критского карликового слона

Критская фауна, как и флора, очень разнообразна и насчитывает относительно большое количество эндемических видов. Типичными и наиболее распространёнными представителями фауны являются сверчок, цикада, ящерица и летучая мышь. Также в критский фауне доминируют разные породы домашних коз и овец.
В доисторические времена, в эпоху неолита, на Крите жило гораздо больше эндемичных видов. На острове были найдены кости карликового слона, бегемота и различных видов оленей.
Сегодня на Крите водится эндемичная порода дикой козы кри-кри или агрими (Capra aegagrus creticus), которая преимущественно живёт в Белых горах, в Самарийском ущелье и на небольших островах Диа, Агии-Пантес, Теодору. Среди других редких животных на острове встречаются колючая крыса (Acomus mimus), критская куница (Martes foina bunites), критский барсук (Meles meles arcalus), критская дикая кошка (Felis silvestris agrius). Большая популяция барсуков некогда водилась в окрестностях села Аркалохорион, по диалектному названию которых (греч. άρκαλος) оно и получило название.
Типичными птицами для Крита являются ласточки. На острове также встречаются хищные птицы: беркут (Aquila chrysaetos) и бородач (Gypaetus barbatus). В горах и ущельях водится обыкновенный стервятник. Кроме местных критских, остров является прибежищем большого количества перелётных птиц, которые делают здесь временную остановку на своём пути из Африки в Северную Европу.
На Крите есть также несколько редких видов змей, а также ящериц, наиболее известная из которых — трёхлинейчатая ящерица (Lacerta trilineata).
Из типов членистоногих на острове водятся насекомые, паукообразные и губоногие. Встречаются даже некоторые виды скорпионов (Euscorpius carpathicus, Mesobuthus gibbosus, Iurus dufoureius), проживающих преимущественно в прибрежной зоне. Среди других насекомых очень распространены сверчок и цикада. У рек и ручьёв встречается пресноводный краб (Potamon potamios). В весенний период на острове появляется очень большое количество улиток — местные жители собирают съедобные виды и готовят из них блюда.

### Морская фауна
Морская фауна Крита очень богата и разнообразна. Наиболее характерными представителями являются осьминог, морской ёж и губки, также встречаются кальмары, каракатицы, омары, крабы, креветки, морские коньки, кашалоты, полосатый дельфин (Stenella coeruleoalba), некоторые виды черепах — зелёная черепаха (Chelonia mydas), логгерхед (Caretta caretta), кожистая черепаха (Dermochelys coriacea) и большое количество видов рыб. Среди самых редких рыб: золотистая скорпена (Scorpaena scrofa), короткорылая атерина (Atherina hepsetus), губань (Thalassoma pavo), чернохвостая облада (Oblada melanura), сарпа (Sarpa salpa) и зубан (Dentex dentex). У берегов Крита живёт редкий вид тюленей — белобрюхий тюлень, которому грозит вымирание.